# Musée d'Histoire Naturelle de Lille

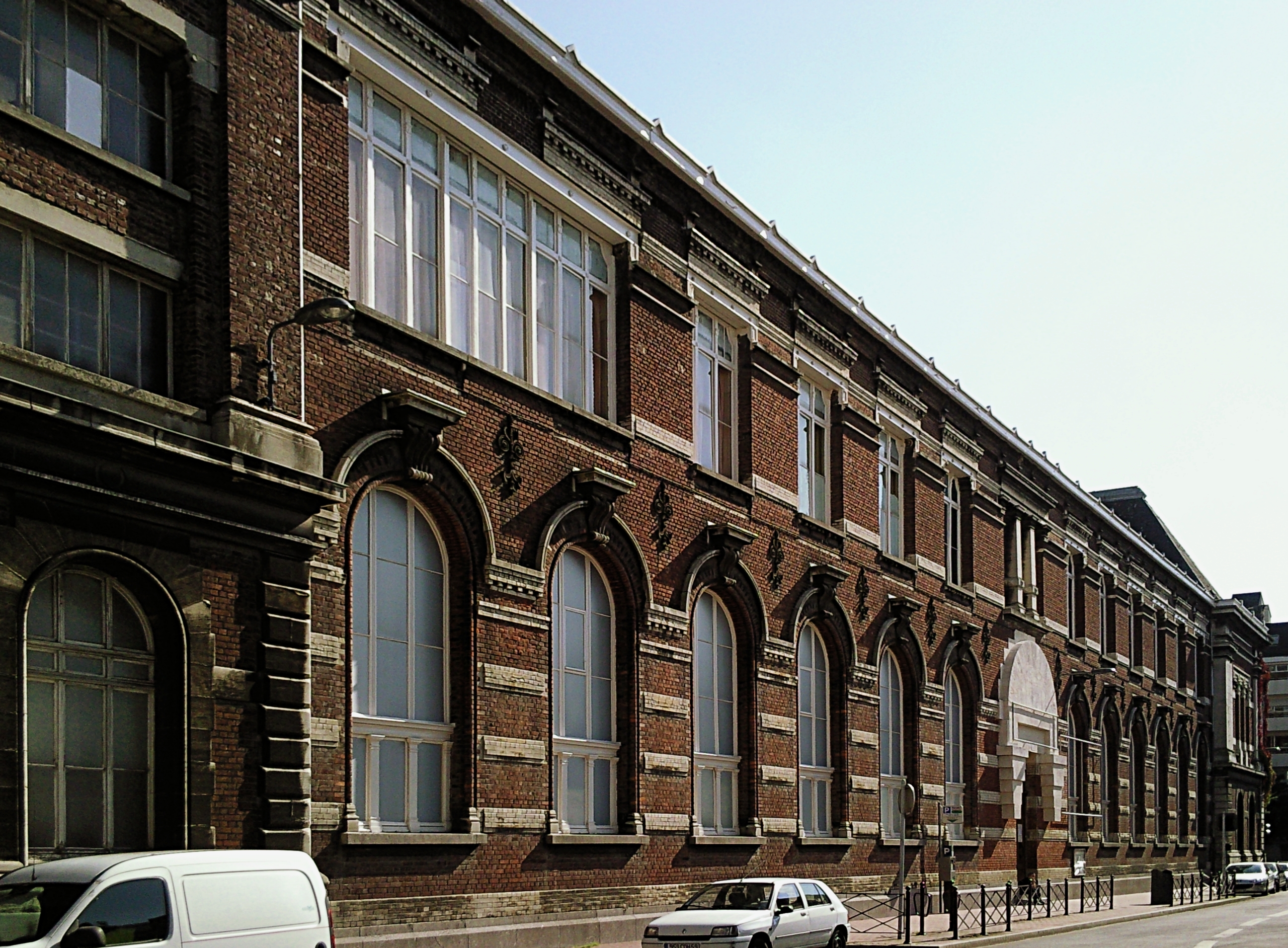
Musée d'Histoire Naturelle di Lille.

Il Musée d'Histoire Naturelle de Lille, o Museo di storia naturale di Lille, fu fondato nel 1822. Il museo ospita collezioni zoologiche e geologiche. Il suo patrimonio è stato recentemente arricchito da esemplari etnografici del Musée Moillet e oggetti industriali del vecchio Musée Industriel et Commercial de Lille. L'edificio si trova in Rue de Bruxelles 19.

## Polemica sugli oggetti brasiliani
Nel 2003, una grande mostra di manufatti brasiliani è stata programmata nella città di Lille come parte delle Celebrazioni dell'Anno del Brasile in Francia, che si sarebbero svolte nel 2005. 611 oggetti dovevano essere esposti in Francia, ma il governo brasiliano era in disagio nel permettere che vengano allontanati dal paese. Come soluzione, il Museo di storia naturale di Lille ha acquistato gli oggetti, donandoli immediatamente al Museu do Índio, a Rio de Janeiro, e assicurandosi così il diritto di prestito degli oggetti per un periodo di cinque anni (2004-2009), rinnovabile per altri cinque anni. Nel 2009, non avendo ricevuto alcuna comunicazione che il museo francese intendesse rinnovare il prestito, il Museu do Índio ne ha chiesto la restituzione. La richiesta è stata rifiutata, e i rappresentanti del museo hanno affermato che gli oggetti facevano ormai parte del patrimonio della città di Lilla.
Dopo una battaglia legale durata più di un decennio, gli oggetti saranno stati restituiti nel 2023, e il governo brasiliano ha accettato di pagare i costi di trasporto, che nel contratto originale dovevano essere pagati dal Museo.
Lo storico Juarez da Silva ha criticato il Museo, affermando che si aggrappano a "idee secondo cui tali oggetti non possono essere conservati e valorizzati nei propri paesi" e che il patrimonio culturale dei paesi considerati "esotici" è ancora visto come cosa che può essere "appropriata”.

## link esterno
- Musée d'Histoire Naturelle de Lille
- Musée d'Histoire Naturelle et d'Ethnographie